# فيليب لامين
فيليب لامين (بالفرنسية: Philippe Lamine)‏ هو منافس ألعاب قوى فرنسي، ولد في 4 أكتوبر 1976 في ليون في فرنسا.

## وصلات خارجية
- فيليب لامين على موقع الاتحاد الدولي لألعاب القوى (الإنجليزية)
- فيليب لامين على موقع الاتحاد الفرنسي لألعاب القوى (الفرنسية)